# رسالت ۳: صعود
رسالت ۳: صعود (به انگلیسی: The Prophecy 3: The Ascent) یک فیلم سینمایی آمریکایی در ژانر فیلم فانتزی - اکشن - ترسناک و دلهره‌آور محصول سال ۲۰۰۰ به کارگردانی پاتریک لوسیر با بازی کریستوفر واکن و استیو هیتنر که به ترتیب نقش‌های خود را در نقش فرشته مقرب جبرئیل و بازپرس جوزف بازی می‌کنند.